# Gapowo (Huta)
Gapowo – część wsi Huta w Polsce, położona w województwie pomorskim, w powiecie chojnickim, w gminie Brusy. Wchodzi w skład sołectwa Huta.
W latach 1975–1998 Gapowo administracyjnie należało do województwa bydgoskiego.